# Peace (gruppo musicale)
I Peace sono un gruppo musicale indie rock britannico attivo dal 2009.

## Storia del gruppo
Il gruppo è originario di Worcester (Inghilterra) ed è stato fondato dai fratelli Harry e Sam Koisser.
Il primo singolo Follow Baby è uscito nell'aprile 2012.
L'EP di debutto è stato pubblicato dalla Columbia Records nel settembre seguente. Il primo album in studio invece, intitolato In Love, è uscito nel marzo 2013. Nel dicembre 2012 sono stati inseriti nel sondaggio Sound of... 2013 stilato dalla BBC. Nel febbraio 2015 è uscito il loro secondo album.

## Formazione
- Harry "Harrison" Koisser – voce, chitarra, tastiere, tamburello
- Douglas Castle – chitarra
- Dom Boyce – batteria, percussioni, cori
- Samuel Koisser – basso, cori

## Discografia

### Album studio
| Titolo       | Dettagli                                                                        | Posizione raggiunta |
| Titolo       | Dettagli                                                                        | UK                  |
| ------------ | ------------------------------------------------------------------------------- | ------------------- |
| In Love      | - Pubblicato: 25 marzo 2013 - Etichetta: Columbia - Formati: LP, CD, digitale   | 16                  |
| Happy People | - Pubblicato: 9 febbraio 2015 - Etichetta: Columbia - Formati: LP, CD, digitale | 12                  |

### EP
| Titolo       | Dettagli                                                                 |
| ------------ | ------------------------------------------------------------------------ |
| EP Delicious | - Pubblicato: 7 settembre 2012 - Etichetta: Columbia - Formato: digitale |

### Singoli
| Titolo                                     | Anno | Posizione raggiunta | Album        |
| Titolo                                     | Anno | UK                  | Album        |
| ------------------------------------------ | ---- | ------------------- | ------------ |
| Follow Baby                                | 2012 | —                   | In Love      |
| Wraith                                     | 2013 | 75                  | In Love      |
| California Daze                            | 2013 | —                   | In Love      |
| Lovesick                                   | 2013 | —                   | In Love      |
| Money                                      | 2014 | 66                  | Happy People |
| Lost On Me                                 | 2014 | —                   | Happy People |
| "—" indica che non è entrato in classifica |      |                     |              |